# Miliusa globosa
Miliusa globosa är en kirimojaväxtart som först beskrevs av A. Dc., och fick sitt nu gällande namn av Gopinath Panigrahi och S. C. Mishra. Miliusa globosa ingår i släktet Miliusa och familjen kirimojaväxter. Inga underarter finns listade i Catalogue of Life.